# Pseudicius spasskyi
Pseudicius spasskyi är en spindelart som först beskrevs av Andreeva, Heciak, Prószynski 1984.  Pseudicius spasskyi ingår i släktet Pseudicius och familjen hoppspindlar. Inga underarter finns listade i Catalogue of Life.